# Provincia de Chtouka-Aït Baha
La provincia de Chtouka-Aït Baha es una provincia rural de Marruecos de 431 000 habitantes, constituida por dos comunas urbanas y veinte comunas rurales. Su principal ciudad es Biougra.
Cuenta con una costa de 42 km que da al océano Atlántico, incluida, prácticamente en su totalidad, dentro del Parque nacional de Sus-Masa. Incluye 90.175 ha de bosques, de los que 83.830 ha son de arganes. Gran cuenca agrícola, este recurso es el principal de la provincia, con 3.523 km² de cultivos.
La economía provincial se basa en el regadío gracias al embalse Youssef ben Tachfine, con una superficie irrigada de 19.200 ha.

## División administrativa
La provincia de Chtouka-Aït Baha consta de dos municipios y veinte comunas:

### Municipios
- Aït Baha
- Biougra

### Comunas
| - Ait Amira - Ait Milk - Ait Mzal - Ait Ouadrim - Aouguenz - Belfaa - Hilala - Ida Ougnidif - Imi Mqourn - Inchaden | - Massa - Ouad Essafa - Sidi Abdallah El Bouchouari - Sidi Bibi - Sidi Boushab - Sidi Ouassay - Tanalt - Targua Ntouchka - Tassegdelt - Tizi Ntakoucht |